# شهرستان محرم‌کند
شهرستان محرم‌کند (به لاتین: Magaramkentsky District) یک منطقهٔ مسکونی در روسیه است که در داغستان واقع شده‌است.